# NGC 4897
NGC 4897 est une galaxie spirale intermédiaire située dans la constellation de la Vierge. Sa vitesse par rapport au fond diffus cosmologique est de 2 883 ± 23 km/s, ce qui correspond à une distance de Hubble de 42,5 ± 3,0 Mpc (∼139 millions d'al). NGC 4897 a été découverte par l'astronome allemand Wilhelm Tempel en 1882.
NGC 4897 a été utilisée par Gérard de Vaucouleurs comme une galaxie de type morphologique SAB(r)bc dans son atlas des galaxies,.
La classe de luminosité de NGC 4897 est II-III et elle présente une large raie HI. C'est aussi une galaxie active de type Seyfert 2.
À ce jour, sept mesures non basées sur le décalage vers le rouge (redshift) donnent une distance de 43,814 ± 8,888 Mpc (∼143 millions d'al), ce qui est à l'intérieur des valeurs de la distance de Hubble.

## Groupe de NGC 4902
NGC 4897 fait partie d'un trio de galaxies, le groupe de NGC 4902. Les deux autres galaxies du trio sont NGC 4899 et NGC 4902.